# شورآباد (ریگان)
شورآباد (بم)،  روستایی از توابع بخش مرکزی، دهستان گاوکان، شهرستان ریگان، استان کرمان است .

## جمعیت
این روستا در دهستان گاوکان قرار دارد و براساس سرشماری مرکز آمار ایران در سال ۱۳۸۵، جمعیت آن زیر سه خانوار بوده‌است.